# Karl Wilczynski
Karl Wilczynski (* 4. September 1884 in Grünberg, Schlesien; † 13. Februar 1959 in Mannheim) war ein deutscher Schriftsteller und Journalist.

## Leben
Wilczynski, der am Ersten Weltkrieg als Offizier teilnahm, verfasste um 1915 Gedichte mit Titeln wie "Freiwillige vor!" oder "Stoß an, Student!", in denen er die Kriegsbegeisterung seiner Generation zum Ausdruck brachte.
Im Dezember 1920 übernahm er die künstlerische Leitung des »Fünf Uhr-Tees der "Filmbühne"« unter Beteiligung namhafter Berliner Künstler wie Max Adalbert, Fritz Grünbaum und Trude Hesterberg; Margarete Kupfer trug seine ›Dirnenlieder‹ vor, „mächtig in kunstvoll gesteigerter Wirkung“.
In den 1920er Jahren war er als Autor von Schlagertexten erfolgreich und rief mit Klabund das erste deutsche Radiokabarett ins Leben.
Schon früh wirkte er auch beim Film, so 1919 als Dramaturg bei dem Stummfilm „Baccarat“ und 1926 sogar als Darsteller neben Sternen der Kleinkunst wie Paul Morgan, Wilhelm Bendow und Willy Rosen bei dem Tonfilm-Experiment „Der sprechende Film“  der „Phoebus Tonfilm-Produktions GmbH“ (Berlin).
Als um 1930 der Tonfilm Produktionsreife erlangt hatte, schrieb er auch zahlreiche Texte für das neue Genus ‘Tonfilmschlager’, darunter Lieder für zwei Kurztonfilme von Phil Jutzi.
Er arbeitete als Textdichter mit namhaften Komponisten seiner Zeit wie Austin Egen, Hermann Krome und Alfred Strasser zusammen, auch mit internationalen wie Mario von Aaken, Renato Ugo Raffaelli oder Jules Sylvain; ein wichtiger Partner wurde für ihn Franz Grothe, mit dem zusammen er vor 1933 einen Musikverlag, die »Edition Franz Grothe« betrieb.
Die „Machtergreifung“ Hitlers beendete seine Karriere abrupt. Als Künstler jüdischer Abstammung bekam er im „Reich“ keine Arbeitserlaubnis mehr.
Wilczynski emigrierte 1933 über die Schweiz nach Paris. 1940 wurde er in den südfranzösischen Lagern Camp de Gurs und Les Milles interniert und flüchtete 1942 in die Schweiz. In den Jahren nach dem Krieg war er weiterhin schriftstellerisch tätig. Er lebte in Zürich und in Viernheim (LKr. Bergstraße), wo er im Hause des Schriftstellers und Verlegers S.A.W. (Sammy) Schmitt, den er als Flüchtling in den französischen Lagern kennengelernt hatte, wohnte. Für seine Verdienste um das kulturelle Leben Viernheims (Aufbau der Volkshochschule) ehrte ihn die Stadt nach seinem Tod 1959 mit einem Ehrengrab.
Sein Nachlass befindet sich im Deutschen Exilarchiv 1933–1945 der Deutschen Nationalbibliothek in Frankfurt am Main.

## Werke
1. Literarische
- Eric Edmund Smart. Ein Prolog in einem Akt. R. Trenkel, Berlin 1906.
- Freiwillige vor! Neumeyer, Posen 1914.
- An die Gewehre! E. Bloch, Berlin [1915].
- Stoß an, Student! Kriegsgedichte. E. Bloch, Berlin [1915].
- „Der Fahnenträger von Gumbinnen“ u. andere Kriegsgedichte. Verlag E. Bloch, Berlin 1915.
- Der Manschettenkuss. Groteske. 2. Ausgabe, Pfeil, Berlin 1919.
- Der Untergang der Stadt Sandschuh. Eine Senfonie in Rot. Mit zehn vom Künstler selbst auf den Stein gezeichneten und mit der Hand kolorierten Originallithographien von Jupp Wiertz. Berlin, Pfeil-Verlag, 1920[7]
- Funk-Köpfe. 46 literarische Portraits. Berlin, Funk-Dienst 1927.
- Zum Herrenabend: Vorträge. Gesamtbücherei für Ernst und Scherz, Verlag W. A. Schwarze, 1930.
- Abenteuer wider willen. Roman Mondial Verlag AG, Winterthur 1946.
- Im Zwielicht. Roman. Mondial Verlag AG, Winterthur 1947.
- Choräle zwischen Nacht und Morgen. Zürich, Werner Classen, November 1948.
- Von Liebe und Treue und Sonsterlei. Episoden aus dem Leben eines Grandseigneurs. Verlag Classen, Zürich 1948.
- Geträumte Welt. Mit 4 ganzs. Orig.-Linolschnitten von Arnold d’Altri. Viernheim u. Zürich, Verlag Viernheim 1956.
- Wladimir Walo - Apercu de Paris und Henri Keller, Vorwort zur Künstlermappe, Zürich, Berichthaus (um 1956/57)
- Mond in Sommernacht. Mit 11 Orig.-Linolschnitten in 4° von Roland Forster. Verlag Viernheim 1957.
- Kurzgeschichten, von seinen Freunden illustriert. Viernheim: Viernheim-Verlag, 1962. Gr.-8° Orig.-Leinwand. Mit signierten Illustrationen von Arnold D’Altri, Erwin von Flüe, Roland Forster, Adolf Herbst, Herta Hausmann, Fred Knecht, Reinhard Liess, Willi Reischert, Sami Wülser.

2. Liedtexte

2.1 Zahlreiche Liedtexte dichtete Wilczynski für den Komponisten Franz Grothe:
- Alles für euch schöne Frau’n[9]
- Automaten-Tango[10]
- EIN BUNTER BLUMENSTRAUSS
- FRISCH AUF
- KEINE FEIER OHNE MEYER[11]
- SCHLUMPSI-FOXTROTT[12]
- SEI MIR GEGRÜSST[13]
- SO WIE DU LACHT DAS GLÜCK

2.2 Texte zu Schlagern anderer Komponisten:
- Berliner Jungs, Marsch (Musik: Hermann Krome)
- Das Mädchen vom Bodensee, Volkslied-Parodie (Musik: P. Mueller, Text mit Traugott Schütz)
- Deine dunklen Augen, deine roten Lippen (Musik: Bert Rosenstock)
- Die Nacht von Saragossa, Tango (Musik: Robert Frey)
- Frauen, ihr bringt mir Glück, Tango (Musik: Renato Ugo Raffaelli)
- Nimm diese roten Rosen, Tango (Musik: Bert Rosenstock)
- Nina, du Kind vom Schwarzen Meer, Lied und Tango (Musik: Rolf Thomas)[14]
- Nur dir will ich gehören, Lied (Musik: Mario von Aaken)
- So ist das Leben, Tango (Musik: Karl Rockstroh[15])

2.3 Tonfilmschlager:
- Ich bin verliebt, in wen kann ich nicht sagen : Tango aus dem Erich-Engels-Film "Karriere"  (Musik: Alfred Strasser)[16]
- Alles für euch, Schöne Frau’n. Lied a.d.Tonfilm “Tingel-Tangel” (Musik: Franz Grothe)[17]
- Du bist der Traum der Liebe : Tango aus dem Erich-Engels-Tonfilm "Tingel-Tangel" (Musik: Austin Egen)
- Du bist die schönste Frau der Welt : Walzer aus dem Erich-Engels-Tonfilm "Das Geheimnis der roten Katze" (Musik: Franz Grothe)[18]
- Vom Himmel fiel ein Stern (Never Never Land). Waltz aus dem Gustav-Althoff-Tonfilm der Aco "Aschermittwoch" (Musik: Jules Sylvain, d. i. Stig Hansson)[19]
- Eine wie Du, Lied zu dem gleichnamigen Kurztonfilm (Musik: Bert Rosenstock).[20]
- Was gibt's Neues heut’ ? Lied zu dem gleichnamigen Kurztonfilm (Musik: A. R. Zähringer)[21]

## Tondokumente
a) Schlager :
- Das Mädchen vom Bodensee, Volkslied-Parodie (Musik: P. Mueller, Text Traugott Schütz und Karl Wilczynski) Professor Abels Jazz-Sänger, mit Kristall-Orchester, Ltg. E.P. Samson (d. i. Eli Samsonowitsch) Kristall 6048 (mx. C 695 / C 696), aufgen. Berlin, November 1930 youtube.com
- So ist das Leben, Tango (Karl Wilczynski und Karl Rockstroh)  Tango-Orchester Czinsky mit Refraingesang.  Artiphon Nr. 9790 (Matrizennummer 12 233)
- Nimm diese roten Rosen, Tango (Bert Rosenstock, arr. Franz Grothe, Text Karl Wilczynski) Marek Weber und sein Orchester. Mit Refraingesang. Electrola E.G. 2463 / 60 1831 (mx. E-OD.677-1)
- Nimm diese roten Rosen, Tango (Bert Rosenstock, Text Karl Wilczynski) Tango-Orchester Czinsky, mit Refraingesang. Artiphon Nr. 9991 (Matrizennummer  12 447) youtube.com
- Nimm diese roten Rosen, Tango (Bert Rosenstock, Text Karl Wilczynski) Tanz-Orchester Hollywood mit Refraingesang: Eric Helgar. Triumph Nr. 20 047 (mx. C 7167), aufgen. ca. 1930 youtube.com
- Berliner Jungs, Marsch (Hermann Krome, Text Karl Wilczynski) Kapelle Otto Kermbach mit Gesang. Electrola E.G. 2463 (mx. OD 766)youtube.com
- Nur dir will ich gehören, Lied (Mario von Aaken, Text Karl Wilczynski) Joseph Schmidt mit Orchester u. Ltg. von Kapellmeister Otto Dobrindt, Parlophon B.48 800-II (mx. 133.540), aufgen. 1932 youtube.com
- Frauen, ihr bringt mir Glück. Tango (Renato Ugo Raffaelli, Text Karl Wilczynski) Oscar-Joost-Orchester, Gesang Erik Helgar. Ultraphon A 1078 (master 18 281), aufgen. 9. März 1932
- Die Nacht von Saragossa, Tango (Musik Robert Frey, Text Karl Wilczynski) Orchester Sam Baskini mit Gesang ‘Five Songs’. Ultraphon A 1105 (master 18 344), aufgen. 22. April 1932
- Die Nacht von Saragossa, Tango (Musik Robert Frey, Text Karl Wilczynski) Orchester Emil Roósz, Gesang Austin Egen. Kristall Nr. 3268 (mx. C 1883-1), aufgen. Anfang 1932 youtube.com

b) Tonfilm :
- Ich bin verliebt, in wen kann ich nicht sagen : Tango aus dem Erich-Engels-Film "Karriere"  (Alfred Strasser - Text: Karl Wilczynski) Tanz-Orchester Dajos Béla, mit Gesang: Leo Frank [ d. i. Leo Monosson ]. Odeon O-11 245 (Matrizennummer Be 8910), aufgen. April 1930
- Alles für Euch, schöne Frau’n. Lied a.d.Tonfilm “Tingel-Tangel” (Musik: Franz Grothe, Text: Karl Wilczynski) Kammersänger Richard Tauber, Tenor mit Odeon Künstler-Orchester, Leitung: Weissmann. Odeon O-4988 a (Be 9411), aufgen. März 1931
- Du bist der Traum der Liebe : Tango aus dem Erich-Engels-Tonfilm "Tingel-Tangel" (Austin Egen - Text: Karl Wilczynski, Spez.-Arr. von Fred Ralph)  Marek Weber und sein Orchester. Electrola E.G. 2131 /  60-1302 (Matrizennummer  BD 9246-I)
- Du bist die schönste Frau der Welt : Walzer aus dem Erich-Engels-Tonfilm "Das Geheimnis der roten Katze" (Musik: Franz Grothe, Text: Karl Wilczynski) Columbia-Tanz-Orchester mit Gesang. Columbia  DW 2064 (Matrizennummer  WR 130), aufgen. 1931
- Vom Himmel fiel ein Stern (Never Never Land). Waltz aus dem Gustav-Althoff-Tonfilm der Aco "Aschermittwoch" (Musik: Jules Sylvain. Text: Karl Wilczynski) Gloria-Tanz-Orchester, mit Gesang. Gloria  G.O.10.047 (Matrizennummer  Bi 48)

c) Kabarett :
- Dirnenlied (Paul Strasser / Karl Wilczynski) Margarethe Kupfer (female voice). unbek. (p). Parlophon P. 1241-I (master 2-5546) , aufgen.  12. Oktober 1921.
- Anna und Emil (Paul Strasser / Karl Wilczynski) Margarethe Kupfer (female voice). unbek. (p). Parlophon P. 1241-II (master 2-5547) , aufgen. 12. Oktober 1921.[22]